# Tärnen (Hammars socken, Närke)
Tärnen är en sjö i Askersunds kommun i Närke och ingår i Motala ströms huvudavrinningsområde.